# 1939 dans les parcs de loisirs
| Années des parcs de loisirs : 1936 - 1937 - 1938 - 1939 - 1940 - 1941 - 1942    |
| Décennies des parcs de loisirs : 1900 - 1910 - 1920 - 1930 - 1940 - 1950 - 1960 |

## Parcs d'attractions

### Ouverture
- Flushing Meadows-Corona Park et l'Exposition universelle de New York 1939-1940 ( États-Unis)

### Fermeture
- Neptune Beach (en) ( États-Unis)

## Attractions

### Montagnes russes
| Nom                                   | Type / Modèle | Constructeur      | Parc         | Pays        |
| ------------------------------------- | ------------- | ----------------- | ------------ | ----------- |
| Cyclone Devenu Texas Tornado en 1987. | Bois          | Harry Traver (en) | Frontierland | Royaume-Uni |

### Autres attractions
| Nom            | Type/Modèle     | Constructeur | Parc                                         | Pays       |
| -------------- | --------------- | ------------ | -------------------------------------------- | ---------- |
| Parachute Jump | Parachute tower |              | Exposition universelle de New York 1939-1940 | États-Unis |

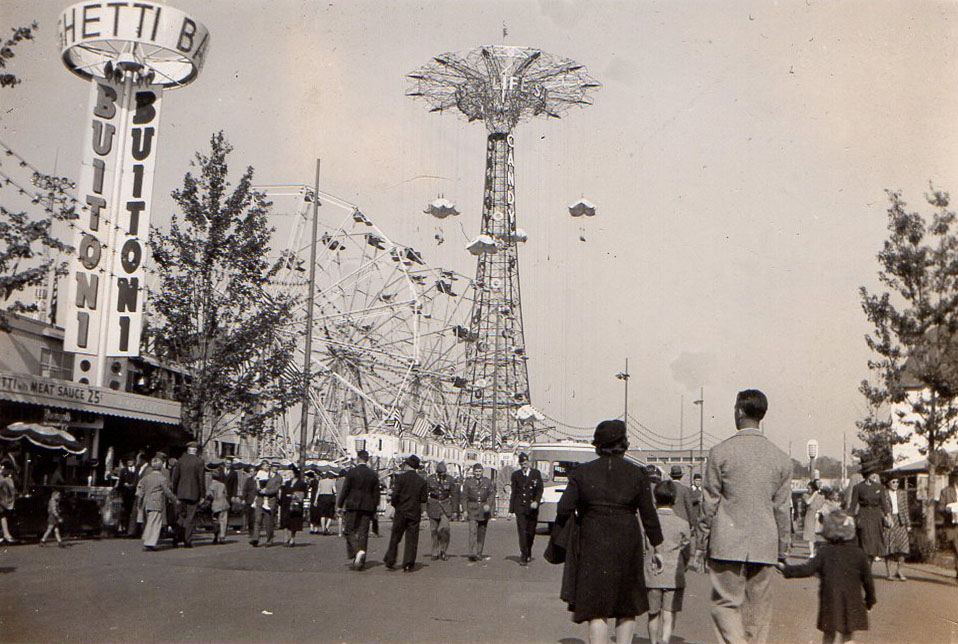
Parachute Jump